# オガサワラオオコウモリ
オガサワラオオコウモリ (Pteropus pselaphon) は、哺乳綱翼手目オオコウモリ科オオコウモリ属に分類されるコウモリ。

## 分布
日本（北硫黄島、父島、母島、南硫黄島）固有種
2008年には聟島で本種と思われるコウモリ類の発見例・鳴き声の報告例があり、他の島から飛来してきたと考えられている。

## 形態
頭胴長（体長）20 - 25センチメートル。前腕長13 - 15センチメートル。体重380 - 440グラム。下脛の背面が体毛で被われる。全身は暗褐色で、背や腰・胸部・腹部に光沢のある灰白色の体毛が混じる。南硫黄島の個体群は赤褐色みをおびた明色とする報告例があるが、幼獣は暗色なため昼間にも活動するため日照・あるいは栄養不足による後天的な影響だと考えられている。
吻はやや幅広い。上顎の切歯はやや大型で、上顎前方の小臼歯がないかあっても痕跡的。

## 生態
常緑広葉樹からなる自然林に生息する。夜行性で、昼間は樹上にぶら下がり休む。一方で南硫黄島個体群は、昼間も活動するという報告例もある。南硫黄島の個体群が昼間も活動する理由として、捕食者である猛禽類がいないことや食物が少ないため食物を探す時間を増やしている可能性がある。冬季になると休む際に群れを形成するが、これは多数の個体が集まる事により暖を取るためだと考えられている。
食性は植物食で、ヤシ類などの葉、ガジュマル・グアバ・シマグワ・タコノキ・バナナなどの果実、花の蜜などを食べる。父島では食性の80 %以上を、外来種や栽培種が占める。2007年に南硫黄島で行われた調査では、シマオオタニワタリAsplenium nidus・ナンバンカラムシBoehmeria nivea var. niveaの葉、タコノキの果実を食べた観察例がある。2017年に南硫黄島で行われた調査では、ハチジョウススキMiscanthus condensatusの茎を食べた例も報告されている。南硫黄島個体群では歯の摩耗度が強い個体が多くみられ、食物不足から未成熟な果実も食べていることが示唆されている。シマオオタニワタリ・ナンバンカラムシ・ハチジョウススキといった草本を食べるのは、食物が不足しても通年自生し歯が摩耗しても食べられるためだと考えられている。
繁殖様式は胎生。1 - 3月に交尾を行う。一方で周年繁殖する可能性も示唆されている。南硫黄島では、6月に妊娠したメスの発見例がある。初夏に1回に1頭の幼獣を産むとされる。

## 人間との関係
バナナ・マンゴー・柑橘類などを食害したり、傷つける害獣とみなされている。
宅地開発による生息地の破壊、食用の狩猟、観光客による撹乱、農作物防護用の網に絡まるなどの理由により生息数が減少した。近年は生息数に大きな変動はない。1996 - 2002年に防護用ネットに少なくとも31頭が絡まり、そのうち3頭は死亡している。父島では外来種や栽培種への依存性が高いため、防除対策が徹底した場合には飢餓に陥る可能性もある。父島では1970年に絶滅したと考えられていたが、1986年に再発見された。硫黄島にも分布していたが、第二次世界大戦以降は発見例がない。1990年にオオコウモリ属単位で、ワシントン条約附属書IIに掲載されている。日本では1969年に、種として国の天然記念物に指定されている。2009年に種の保存法により、国内希少野生動植物種に指定されている。父島・母島の一部は、小笠原諸島鳥獣保護区に指定されている。父島では1990年に約5頭が確認され、1995年に75頭が確認された。父島での1998 - 2000年における生息数は130 - 150頭、2001 - 2002年における生息数は65 - 80頭と推定されている。母島では最大3頭程度の確認例のみで、絶滅に近いと考えられている。北硫黄島での2001年における生息数は、25 - 50頭と推定されている。南硫黄島では2007年および2017年の調査から、生息数は約100頭と推定されている。
絶滅危惧IB類 (EN)（環境省レッドリスト）